# Аттіліо Фрезія
Аттіліо Фрезія (італ. Attilio Fresia, 5 березня 1891, Турин — 14 квітня 1923, Модена) — італійський футболіст, що грав на позиції півзахисника, у тому числі за національну збірну Італії. По завершенні ігрової кар'єри — тренер.

## Клубна кар'єра
У дорослому футболі дебютував 1907 року виступами за команду «П'ємонте» з рідного Турина, за яку грав до 1912 року з перервами на сезони 1908/09 і 1910/11, протягом яких грав за інший місцевий клуб «Торіно».
Згодом протягом 1912–1913 років грав у Генуї за місцеві «Андреа Доріа» та «Дженоа», після на чого протягом сезону виступав в Англії, граючи за «Редінг». 
1914 року повернувся на батьківщину, де став гравцем «Модени», дебютувати за яку на рівні першості Італії завадила Перша світова війна. Після її завершення протягом 1919—1920 років був граючим тренером «Ліворно», а того 1920 року завершив ігрову кар'єру в «Модені».

## Виступи за збірну
1913 року провів свій єдиний офіційний матч у складі національної збірної Італії.

## Кар'єра тренера
Отримавши перший тренерський досвід як граючий тренер «Ліворно» в сезоні 1919/20, перебрався за океан, де протягом 1920—1921 років тренував організовану італійською громадою бразильського Сан-Паулу команду «Палестра-Італія».
У першій половині 1921 року здоров'я Фрезія, який страждав через проблеми з легенями, погіршилося і він вирішив повернутися на батьківшину, де тренував юнацькі команди, а 1922 року був запрошений очолити тренерський штаб «Модени». Тренував цю команду до своєї смерті 14 квітня 1923 року.
| Дата      | Місто | Господарі | Результат | Гості   | Турнір           | Голи | Примітки |
| --------- | ----- | --------- | --------- | ------- | ---------------- | ---- | -------- |
| 1/05/1913 | Турин | Італія    | 1 – 0     | Бельгія | товариський матч | 0    |          |
| Усього    |       | Матчів    | 1         |         | Голів            | 0    |          |